# Alex & Co. - We Are One
Alex & Co. - We Are One è il primo album della serie Alex & Co., pubblicato il 29 gennaio 2016.

## Il disco
L'album è stato prodotto da Daniele Coro. I brani sono composti da diversi autori, quali Federica Camba, Daniele Coro ed Enrico Sibilla (Music Speaks, All The While, Unbelievable, We are one, Likewise e Incredibile) e Gaetano Cappa (Truth or Dare e Oh My Gloss!, quest'ultimo composto con Salvatore Iorio).
Nei mesi antecedenti alla pubblicazione dell'album, sono stati pubblicati due singoli che ne hanno anticipato l'uscita, ossia Music Speaks, pubblicato il 27 giugno 2015 e We Are One, pubblicato il 30 novembre 2015.. Dopo l'uscita del disco è stato estratto il terzo singolo Incredibile, pubblicato il 31 gennaio 2016.

## Successo commerciale
Nel primo giorno di pubblicazione, riscuote già da subito un buon successo a livello nazionale, posizionandosi direttamente alla posizione #10 iTunes Italia.
Nella settimana 5 del 2016, l'album raggiunge la prima posizione della Classifica FIMI Compilation, stilata dalla Fimi rimanendoci per due settimane.
Il 10 gennaio 2017, la FIMI comunica che Alex & Co. - We Are One è  il quinto più venduto nell'intero anno nella sezione compilation.

## Tracce
1. Music Speaks, cantata da Leonardo Cecchi, Beatrice Vendramin, Eleonora Gaggero, Saul Nanni e Federico Russo.
2. All The While, cantata da Leonardo Cecchi e Eleonora Gaggero.
3. Unbelievable, cantata Leonardo Cecchi, Beatrice Vendramin, Eleonora Gaggero, Saul Nanni e Federico Russo.
4. Truth or Dare, cantata da Leonardo Cecchi, Beatrice Vendramin, Eleonora Gaggero, Saul Nanni e Federico Russo.
5. We are one, cantata da Leonardo Cecchi, Beatrice Vendramin, Eleonora Gaggero, Saul Nanni e Federico Russo.
6. Likewise, cantata da Giulia Guerrini e Federico Russo.
7. Oh My Gloss!, cantata da Lucrezia Roberta di Michele, Giulia Guerrini e Asia Corvino.
8. Incredibile (versione italiana del brano Unbelievable), cantata da Leonardo Cecchi e Beatrice Vedramin.
9. Music Speaks Remix, cantata da Leonardo Cecchi, Beatrice Vendramin, Eleonora Gaggero, Saul Nanni e Federico Russo.
10. Wake Up (Bonus Track), cantata dai The Vamps.[4]